# Mischluftlaterne

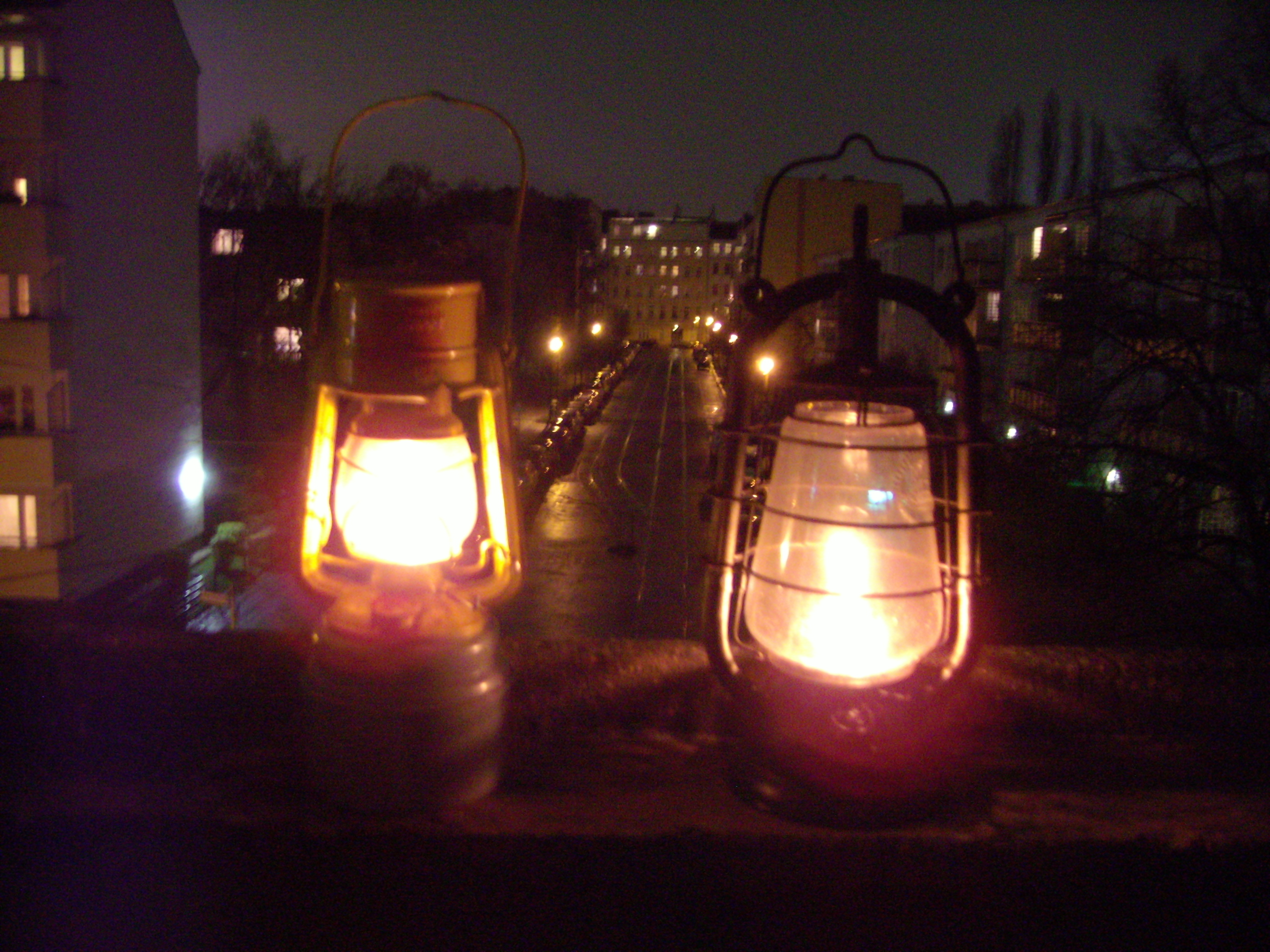
Mischluftlaterne rechts und Frischluftlaterne links

Unter einer Mischluftlaterne versteht man zumeist eine ölbetriebene Sturmleuchte, bei der die Abluft durch hohle Seitenholme der Brennflamme erneut zugeführt wird.
Zumeist wird bei Petroleum oder anderen Brennölen der im Brennstoff enthaltene Kohlenstoff nicht vollständig verbrannt. Die Abluft der Leuchte rußt. Diese Abluft wird durch einen oberhalb des Brennglases angebrachten Blaker aufgefangen und über die Luftrohre der Brennflamme zugeführt. Die Abgase (und der damit noch unverbrannte Kohlenstoff) werden somit zum Teil der Verbrennung wieder zugeführt. Mischluftlaternen brennen mit einer leicht gelblichen Flamme. Sie erreichen nicht die Helligkeit der Frischluftlaternen, kommen aber mit qualitativ weniger gutem Petroleum zurecht und sind sparsamer im Brennstoffverbrauch.
Bekannte Hersteller waren:
- Feuerhand
- Fröhlich & Wolter, ab 1926 FROWO genannt[1]
- R. E. Dietz